# Igeltjärnen, Norrbotten
Igeltjärnen är en sjö i Piteå kommun i Norrbotten och ingår i Rokån-Jävreåns kustområde.